# Педурень (Ковасна)
Педурень, Педурені (рум. Pădureni) — село у повіті Ковасна в Румунії. Входить до складу комуни Моакша.
Село розташоване на відстані 161 км на північ від Бухареста, 11 км на схід від Сфинту-Георге, 35 км на північний схід від Брашова.

## Населення
За даними перепису населення 2002 року у селі проживали 336 осіб, з них 334 особи (99,4%) угорців. Рідною мовою 334 особи (99,4%) назвали угорську.